# Steglitzer Werkstatt
Die Steglitzer Werkstatt wurde Mitte Oktober 1900 von Fritz Helmuth Ehmcke, Friedrich Wilhelm Kleukens und Georg Belwe gegründet und gilt als eine der wichtigsten Keimzellen der deutschen Buchkunstbewegung.

## Geschichte
F. H. Ehmcke und Georg Belwe kannten sich von ihrer gemeinsamen Ausbildung bei der Chromolithographischen Anstalt Wolf Hagelberg in Berlin. Beim Studium an der Unterrichtsanstalt des Kunstgewerbemuseums Berlin trafen sie auf den gelernten Zeichner F. W. Kleukens. Alle drei waren mit dem dort vermittelten Unterrichtsstoff unzufrieden und beschlossen, ihre „Erziehung zum praktischen Kunstgewerbler selbst in die Hand“ zu nehmen. In den beengten Verhältnissen einer Dachkammer des Hauses Belwe (Fichtestraße 59, heute Lepsiusstraße 23) im Berliner Vorort Steglitz, die gleichzeitig als Atelier wie auch als Wohn- und Schlafraum diente, entstand eine der ersten klassischen Werbeagenturen des Landes, inklusive einer kleinen Steindruck-Handpresse für die lithographische Produktion. Eine vollwertige Offizin mit einer Boston-Tiegelpresse wurde im Laufe des Jahres im liebevoll hergerichteten Belwe’schen Hühnerstall eingerichtet – das von Kleukens gezeichnete Pressen-Signet zeigt deshalb einen Hahn. Hier bildete Kleukens auch seinen Bruder Christian Heinrich Kleukens aus, der ab 1907 gemeinsam mit ihm die Ernst-Ludwig-Presse übernahm und diese ab 1914 allein leitete.
Der wirtschaftliche Erfolg des Unternehmens wurde vor allem durch den Unternehmer Otto Ring gesichert. Als Hersteller des erfolgreichen Klebstoffs Syndetikon ließ er fast all seine Akzidenzien hier gestalten und drucken. 1902 wurde der Werkstatt eine „Schule für Buchgewerbe“ im zweiten Stock des Hauses angegliedert, in der Buchkunst und andere kunstgewerbliche und künstlerische Fächer gelehrt wurden. Die Druckerei wurde um drei weitere Druckmaschinen erweitert, eine Tiegeldruckpresse mit Motorantrieb sowie zwei Schnellpressen. Im Jahr darauf wurden noch Teile des Nebengebäudes angemietet, um eine Maschinenwerkstatt, eine Bildhauerwerkstatt und eine Buchbinderei einzurichten. Die Erzeugnisse der Werkstatt wurden im Selbstvertrieb vermarktet. Da jedoch nicht alle Fachbereiche der Werkstatt profitabel arbeiteten, stellten sich allmählich finanzielle Schwierigkeiten ein. Anfang 1903 bekam die Steglitzer Werkstatt deshalb die Rechtsform einer GmbH und nahm finanzkräftige Gesellschafter auf. Mitte 1903 verließen F. H. Ehmcke und F. W. Kleukens das Unternehmen. Kleukens übernahm eine Lehrtätigkeit an der Leipziger Akademie für Graphische Künste und Buchgewerbe, Ehmcke ging zu Peter Behrens an die Kunstgewerbeschule Düsseldorf. Georg Belwe blieb zunächst im Unternehmen und übernahm zusätzlich einen Lehrauftrag an der Unterrichtsanstalt des Kunstgewerbemuseums; 1906 verließ auch er die Steglitzer Werkstatt und folgte ebenfalls dem Ruf an die Leipziger Akademie, wo er später die Leitung der Abteilung Satz und Druck übernahm. Die Steglitzer Werkstatt produzierte noch einige Jahre weiter, versank jedoch allmählich im Mittelmaß.

## Mitglieder
Weitere Mitglieder der Steglitzer Werkstatt waren:
- Helene Varges (Künstlerin/Illustratorin/Gebrauchsgraphikerin)
- Elfriede Wendtlandt (Künstlerin/Illustratorin/ Gebrauchsgraphikerin)
- Hans Lehmann (Bildhauer)
- Clara Möller-Coburg (Kunstgewerblerin/Textilgestalterin/Gebrauchsgraphikerin)
- Adele Kanitzberg (Weberei)
- Cesar Klein (Maler)